# Floater (Hängegleiter)
Floater ist ein in Deutschland verwendeter Ausdruck für einen Hängegleiter mit Einfachsegel. Diese Drachen werden zur Schulung benutzt, es gibt aber auch Wettkämpfe in dieser Kategorie.

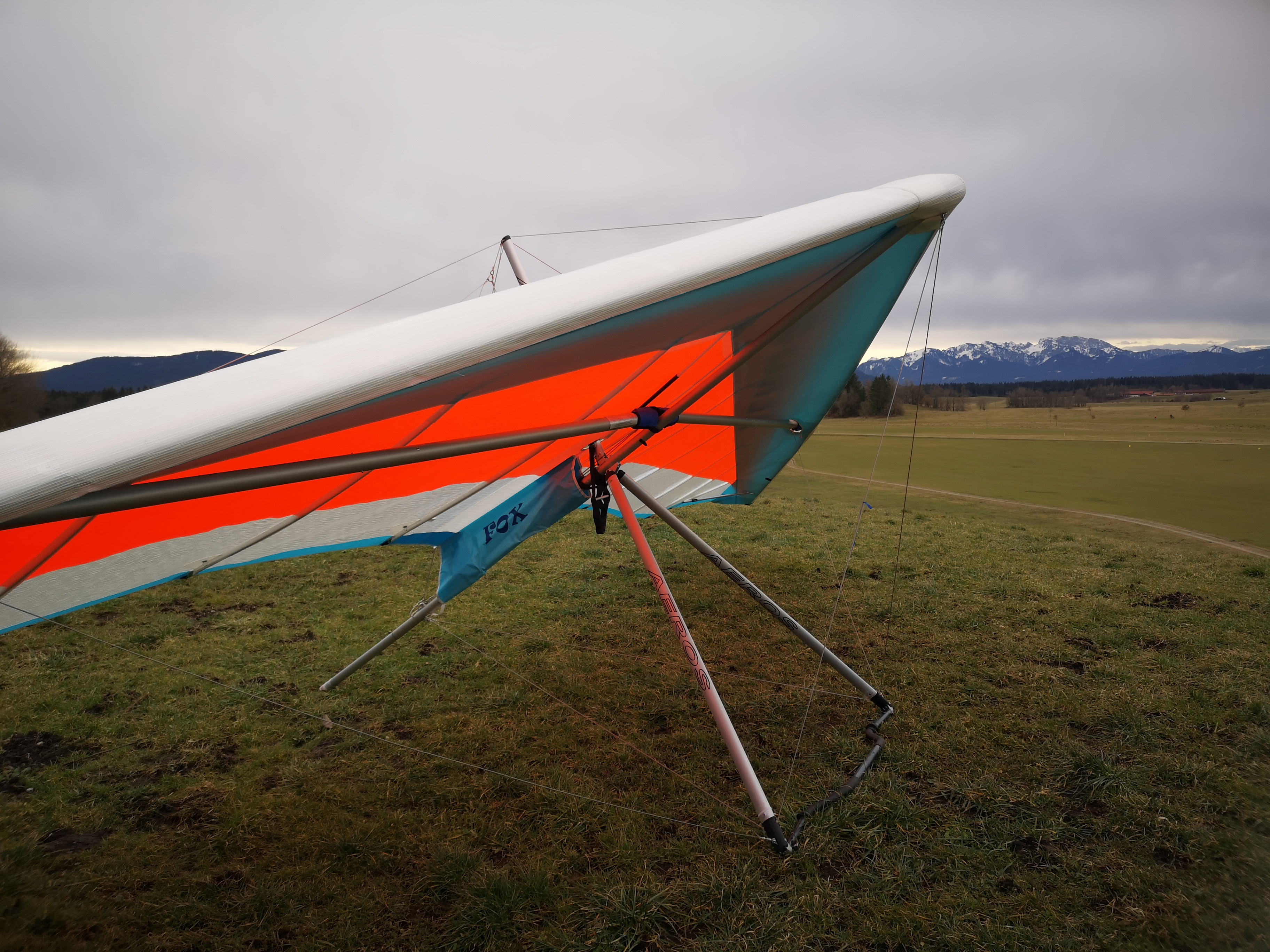
Startbereiter Floater (Hängegleiter)

Der Deutsche Hängegleiterverband (DHV) benennt den Wettbewerb im Streckenfliegen mit einem Einfachsegel als „Deutsche Drachenwertung (Floater)“.
Der DHV-XC ist ein Online-Streckenflug-Wettbewerb des DHV und hat die folgenden Wertungen:
- Deutsche Gleitschirmwertung
- Deutsche Drachenwertung
- Mehrere Floater am StartDeutsche Drachenwertung (Floater)
- Deutsche Flachlandwertung
- Deutsche Vereinswertung

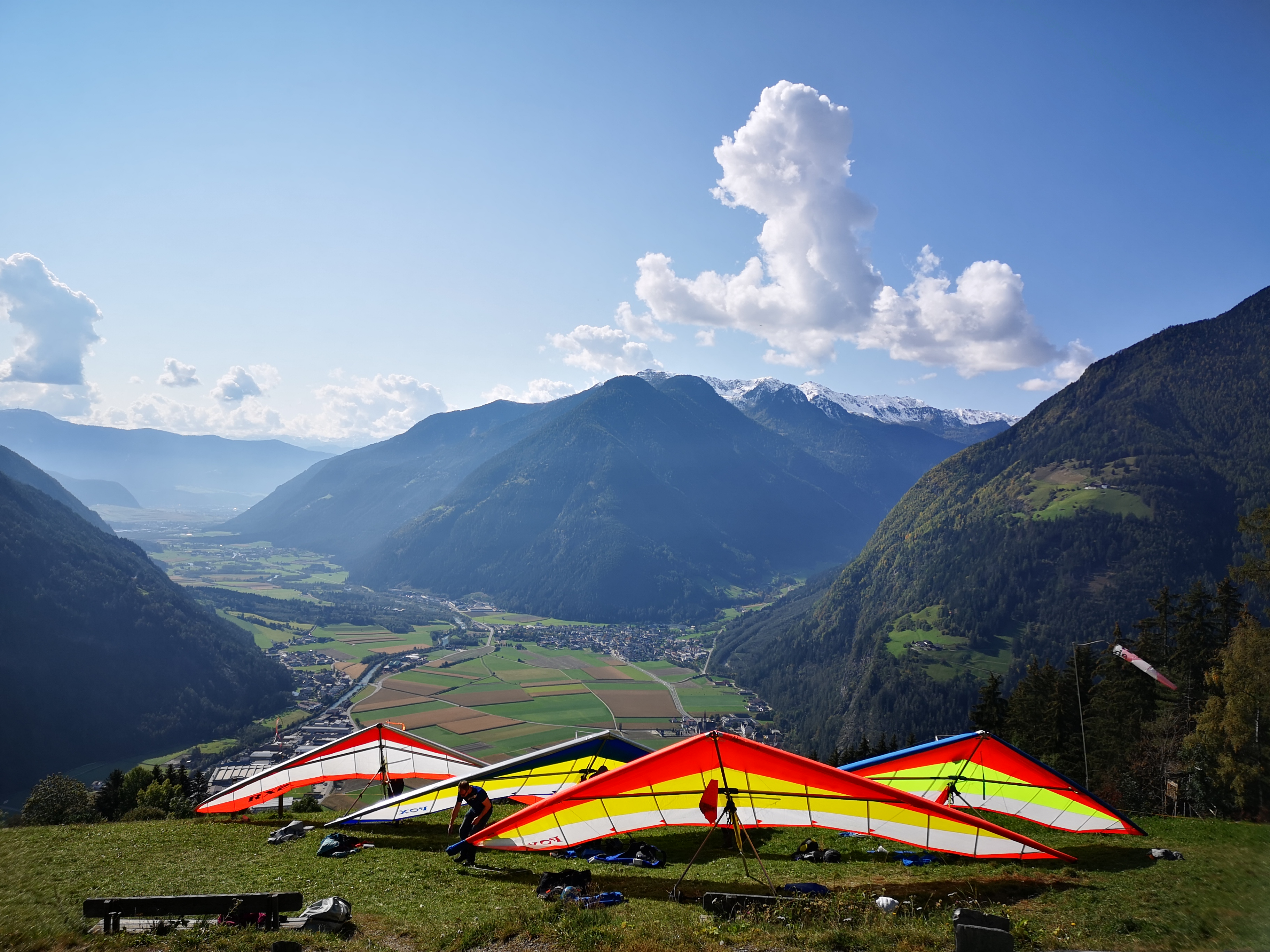
Mehrere Floater am Start

Vereinzelt wurde in der Vergangenheit der Begriff „Floater“ oder „Skyfloater“ für einen Hängegleiter (Drachen) benutzt, der in Liegeposition mit einem Gurtzeug wie bei einem Gleitschirm geflogen wurde. Diese Variante des Hängegleiters hat sich offenbar (in Deutschland) nicht durchgesetzt und damit auch diese Verwendung des Begriffes Floater.